# Днепро-Сожский заказник
Днепро-Сожский республиканский биологический заказник (бел. Біялагічны заказнік «Днепра-Сожскі») — национальный заказник общей площадью 14 556 гектаров, находящийся на юго-востоке Белоруссии в Лоевском районе Гомельской области между реками Днепр и Сож.

## Физико-географические характеристики
Заказник был образован 5 августа 1999 года постановлением Совета министров Республики Беларусь в целях «сохранения ценных лесных формаций и луговых сообществ с комплексами редких и исчезающих видов растений и животных, занесённых в Красную книгу Республики Беларусь».
С 2005 года работает государственное учреждение «Республиканский биологический заказник «Днепро-Сожский».
Территория заказника на 80 % занята лесами, она является ареалом 140 видов птиц, в заказнике произрастает более 660 видов растений. Для туристов разработаны экологические маршруты по лугам и лесам заказника.

## История
С 2014 года между Лоевом и заказником открыта паромная переправа через Днепр.

## В филателии и нумизматике
В 2007 году Национальным банком Республики Беларусь выпущены памятные монеты «Заказнік „Днепра — Сожскі“» («Заказник „Днепро — Сожский“»).